# Демидова, Екатерина Яковлевна
Екатери́на Я́ковлевна Деми́дова (3 июня 1940, Невельский район, Калининская область — 21 ноября 2018, Санкт-Петербург) — советский передовик ткацкого производства, ткачиха Ленинградской прядильно-ткацкой фабрики «Рабочий» Министерства лёгкой промышленности СССР, Герой Социалистического Труда (1973). Член Центральной ревизионной комиссии КПСС (1976—1986). Региональный профсоюзный лидер — Председатель Территориальной СПб и ЛО организации Общероссийской общественной организации — Российского профессионального союза работников текстильной и легкой промышленности (до момента его объединения с Роспрофпромом).

## Биография
Родилась 3 июня 1940 года в деревне Дубинино Новохованского сельсовета Невельского района Калининской области (ныне Псковской области) в крестьянской семье, в которой было 12 детей (после Великой Отечественной войны осталось 7). Отец, бывший в войну партизанским связным, умер в 1946 году. С детства работала на льняных полях, интересовалась ткачеством (дома был ткацкий станок — кросны). В 1953 году, спасая народное достояние, погибла мать, Дарья Ильинична, и через год Екатерина перебралась в Ленинград к старшему брату.
В 1957—1959 годах обучалась в ткацкой фабрике-школе на проспекте Щорса. Получила распределение на прядильно-ткацкую фабрику «Рабочий» в Невском районе (проспект Обуховской Обороны, д. 86). С этой фабрикой была связана вся её дальнейшая трудовая биография.
Е. Я. Демидова, работая ткачихой, стала одним из инициаторов по обслуживанию большего числа станков: вместо шести по норме — восемь, вместо восьми — четырнадцати. Это способствовало досрочному выполнению и перевыполнению пятилетних планов по выпуску ткацкой продукции. После 8 лет работы на предприятии была отмечена орденом Трудового Красного Знамени.
За выдающиеся успехи в выполнении заданий пятилетки и принятых социалистических обязательств на 1973 год, большой творческий вклад в увеличение производства товаров народного потребления и улучшение их качества ткачихе Е. Я. Демидовой Указом Президиума Верховного Совета СССР от 31 декабря 1973 года присвоено звание Героя Социалистического Труда с вручением ордена Ленина и золотой медали «Серп и Молот».
В дальнейшем одновременно работала на 22 станках нового поколения, выполнив за 4 года задание шести лет.
Параллельно с производственной деятельностью Е. Я. Демидова заочно окончила Ленинградский техникум лёгкой промышленности, а позднее и Ленинградский институт текстильной и лёгкой промышленности им. С. М. Кирова.
С 1967 года — член КПСС. В 1976 году была делегатом XXV съезда КПСС, на котором избрана членом Центральной ревизионной комиссии КПСС. Была также делегатом XXVI съезда КПСС. Избиралась депутатом Верховного Совета РСФСР.
В ноябре 1979 года Е. Я. Демидова была избрана председателем Ленинградского областного комитета профсоюза работников текстильной и лёгкой промышленности, который в январе 1998 года переименован в Территориальную организацию Санкт-Петербурга и Ленинградской области Российского профсоюза работников текстильной и лёгкой промышленности. В 2018 году организация была ликвидирована в связи с вхождением профсоюза работников текстильной и лёгкой промышленности в Общероссийский профсоюз работников промышленности.
В 1997 году. Е. Я. Демидовой присвоено звание «Заслуженный работник текстильной и лёгкой промышленности Российской Федерации».
В 2008 и 2009 годах награждена призом «Большая Медведица» в номинации «Трудовая доблесть».
Автор книг «Ударный труд — пятилетке» и «Рабочая слава».
Умерла 21 ноября 2018 года. Похоронена в Санкт-Петербурге на Волковском кладбище.

## Память
9 декабря 2020 года её именем назван сквер в Санкт-Петербурге.